# PWS-24
Il PWS-24 fu un aereo da trasporto passeggeri di linea monomotore ad ala alta sviluppato dall'azienda aeronautica polacca Podlaska Wytwórnia Samolotów (PWS) nei primi anni trenta del XX secolo.

## Storia del progetto
Il modello PWS-24 venne sviluppato dalla società PWS a partire dal precedente, e poco fortunato, PWS-21 allora utilizzato dalla compagnia di bandiera LOT, per sostituire gli Junkers F 13 all'epoca in servizio. Il progettista Stanisław Cywiński sviluppò un nuovo monoplano ad ala alta, capace di trasportare quattro passeggeri, dotato di un propulsore radiale erogante 200-300 hp.
Il primo esemplare, designato PWS-24T (marche SP-AGR), era dotato di un motore Wright-Skoda racchiuso da un anello Townend ed azionante un'elica bipala metallica Gnome-et-Rhône 350. Il prototipo andò in volo per la prima volta nell'agosto 1931 ai comandi del pilota collaudatore Franciszek Rutkowski. Le prove iniziali rivelarono eccellenti caratteristiche di volo, e nell'autunno il prototipo venne trasportato all'IBTL per effettuare le necessarie prove di accettazione.
Nell'aprile 1932 il prototipo, dopo aver subito alcune modifiche minori alla fusoliera ed al carrello di atterraggio, venne consegnato alla LOT per effettuare 100 ore di valutazione operativa sulle linee interne nazionali. Nel mese di giugno l'aereo venne presentato all'International Aviation Meeting di Varsavia nella sezione trasporto passeggeri. Viste le buone caratteristiche, nell'autunno di quell'anno la compagnia ordinò la produzione di ulteriori cinque velivoli, ed il primo di essi entrò ufficialmente in servizio il 1º maggio 1933 sulla tratta Varsavia-Poznan.

## Tecnica
Monoplano ad ala alta di costruzione mista in acciaio e legno, per il trasporto passeggeri. La fusoliera, costruita in tubi d'acciaio, aveva sezione rettangolare, ed era ricoperta di compensato e tela. L'impennaggio di coda era del tipo classico monoderiva, dotato di piani orizzontali controventati, rivestiti in tela, così come il timone. La configurazione alare era monoplana ad ala alta a sbalzo, di costruzione completamente lignea, rivestita di compensato.
Il carrello d'atterraggio era un triciclo posteriore fisso. Le ruote erano collegate all'ala tramite due longheroni verticali dotati di ammortizzatore oleopneumatico Vickers, e alla fusoliera tramite tre tubi d'acciaio. Posteriormente era presente un ruotino di coda fisso.
La propulsione era affidata ad un motore radiale Pratt & Whitney Wasp Junior TB a 9 cilindri, raffreddati ad aria, erogante la potenza di 420 hp (313 kW) ed azionante un'elica bipala metallica Ratier 1071.
La cabina chiusa, posizionata sotto l'ala, ospitava i quattro passeggeri, il pilota e il copilota. L'accesso alla cabina avveniva attraverso porte singole, posizionate su entrambi i lati.

## Impiego operativo
L'aereo soddisfece subito i responsabili della compagnia, che però si lamentarono della scarsa velocità massima raggiungibile, 160 km/h, causata dalla bassa potenza erogata dal propulsore Skoda-Wright.
Per porre rimedio all'inconveniente l'ufficio tecnico della PWS propose lo sviluppo di una nuova versione, equipaggiata con un motore radiale Lorraine 9 Algol da 300-450 hp, designata PWS 24bis. Il primo prototipo (SP-AGR) fu rimotorizzato con la versione 9Na Algol del propulsore francese, che erogava 387 hp a 1 900 giri/min, ed azionava un'elica bipala metallica Ratier 1071. Questo velivolo eseguì le prove di accettazione all'IBTL di Varsavia tra il gennaio e il febbraio del 1933, raggiungendo una velocità massima di 227 km/h al livello del mare. Dopo aver completato le prove il prototipo fu rimotorizzato con un propulsore americano Pratt & Whitney R-985 Wasp Junior TB erogante 420 hp a 0 m. Dopo aver effettuato le prove presso l'IBTL la direzione della LOT decise di ordinare ulteriori cinque esemplari di questa versione, designata ufficialmente PWS 24bis, e di convertire allo stesso standard il velivolo PWS 24 (SP-AJH Hipek). La produzione ebbe luogo nell'inverno 1934-1935, e i primi esemplari entrarono in servizio sulle linee nazionali nella primavera del 1935.
Verso la fine di quell'anno la Polska Lotnictwo Wojskowe si interessò all'aereo, acquistando dalla LOT quattro esemplari, tre PWS 24 e un PWS 24bis, che furono dotati di equipaggiamento per la ricognizione fotografica del territorio, ed assegnati ad una apposita squadriglia costituita in seno alla compagnia LOT. Nel 1936 anche altri due aerei furono convertiti al ruolo di ricognitori, mentre altri due vennero demoliti.
Nel maggio del 1936 l'esemplare SP-AMO venne acquistato dalla L.M.K. divenendo l'aereo personale del suo presidente, il generale Gustaw Orlicz-Dreszer, prima di venire acquistato dalla Polska Lotnictwo Wojskowe, che gli assegnò la matricola militare, e lo destinò al ruolo di velivolo da addestramento presso il 1º Reggimento Aereo. Questo esemplare rimase gravemente danneggiato a Varsavia a causa di un errore del pilota, mentre stava sperimentando l'uso di un'elica Hamilton-Standard. Giudicato irreparabile l'aereo venne demolito.
L'ultimo velivolo rimasto in servizio presso la Squadriglia da ricognizione fotografica della LOT andò perso durante la Campagna di Polonia, rimanendo distrutto a Breść mentre cercava di raggiungere la Romania. L'esemplare SP-AMO della LOT riuscì invece a raggiungere il territorio rumeno, dove venne internato ed in seguito incorporato nella Forțele Aeriene Regale ale României per essere brevemente utilizzato come velivolo da trasporto.

## Versioni
PWS-24
sei esemplari di una versione equipaggiata con radiale a 9 cilindri Skoda-Wright Whirlwind J-5 (potenza: 240 hp al decollo, 220 hp nominali)
PWS-24bis
cinque esemplari di una versione equipaggiata con un radiale a 9 cilindri Pratt & Whitney Wasp Junior TB (potenza: 420 hp al decollo, 400 hp nominali)

## Utilizzatori

### Civili
Polonia
- LOT

### Militari
Polonia
- Polska Lotnictwo Wojskowe

 Romania
- Forțele Aeriene Regale ale României

### Annotazioni
1. ↑  La produzione per la LOT riguardò sei esemplari: SP-AGR Roman, SP-AJF Filip, SP-AJG Genek, SP-AJH Hipek, SP-AJJ Jósek, SP-AJK Kazik.
2. ↑  Il peso a vuoto dell'aereo era pari a 1 267 kg, mentre quello a pieno carico raggiungeva i 1 867 kg. Il velivolo saliva alla quota di 1 000 m in 3' 50”, e raggiungeva una tangenza massima di 5 700 m.
3. ↑  Si trattava degli esemplari matricole SP-AMN, SP-AMO, SP-AMP, SP-AMR SP-AMS.
4. ↑  Che ricevette la nuova designazione aziendale di SP-ASY.
5. ↑  Si trattava degli esemplari SP-AGR, SP-AJF, SP-AJJ e SP-AMR.
6. ↑  Si trattava degli esemplari SP-AMP, SP-AMS.
7. ↑  Si trattava degli esemplari SP-AGR, SP-AJF.
8. ↑  Secondo alcune fonti si trattava dell'esemplare SP-AJJ.

### Fonti
1. 1 2 3 4 5 6 7 8 9 10 11 12 13 14 15 16  Cynk 1971, p. 448.
2. 1 2 3 4  Cynk 1971, p. 444.
3. 1 2 3 4  Cynk 1971, p. 445.
4. 1 2 3 4 5 6 7 8 9 10  Cynk 1971, p. 446.
5. 1 2  Cynk 1971, p. 442.
6. 1 2 3 4 5 6  Cynk 1971, p. 447.
7. 1 2 3 4 5  Morgała 2003, p. 310.